# Hormone tuyến cận giáp
Hormone tuyến cận giáp (PTH), còn được gọi là parathormone hoặc parathyrin, là một hormone được tiết ra bởi tuyến cận giáp quan trọng trong việc "cải tạo" xương, đây là một quá trình liên tục trong đó mô xương được luân phiên tái hấp thụ và xây dựng lại theo thời gian. PTH được tiết ra để đáp ứng với mức nồng độ calci (Ca2+) trong huyết thanh thấp. PTH gián tiếp kích thích hoạt động của nguyên bào xương trong tủy xương, nhằm giải phóng thêm ion calci (Ca2+) vào máu để nâng cao nồng độ calci (Ca2+) trong huyết thanh. Ta có thể gọi xương như một "ngân hàng" calci, từ đó cơ thể có thể "rút tiền (calci)" khi cần thiết để giữ lượng calci trong máu ở mức thích hợp bất chấp những thách thức về chuyển hóa, stress và dinh dưỡng. Ta có thể hình dung PTH như là "chìa khóa" để mở "ngân hàng calci" này, và rút bớt calci ra. Do đó, PTH có vai trò quan trọng đối với sức khỏe và vì vậy, nếu quá ít hoặc quá nhiều PTH (như do suy tuyến cận giáp, cường tuyến cận giáp, hoặc hội chứng paraneoplastic) đều có thể gây ảnh hưởng xấu đến cơ thể dưới dạng bệnh về xương, các bệnh giảm calci huyết và tăng calci huyết.
PTH được tiết ra bởi các tế bào chính của tuyến cận giáp dưới dạng một chuỗi polypeptide chứa 84 amino acid, là một tiền-hormone; tương tác hormone-thụ thể hiệu quả chỉ cần 34 amino acid vùng tận cùng đầu N. (Dữ liệu chỉ ra rằng PTH cũng có thể tiết ra với một lượng nhỏ từ não và tuyến ức.) Trong khi PTH có tác dụng làm tăng nồng độ ion calci (Ca2+) trong máu, calcitonin, một loại hormone được tạo ra bởi các tế bào parafollicular (tế bào C) của tuyến giáp, hoạt động để giảm nồng độ ion calci. PTH hoạt động để tăng nồng độ calci trong máu chủ yếu bằng cách tác động lên thụ thể hormone tuyến cận giáp 1, có mặt với mức cao ở xương và thận, và thụ thể hormone tuyến cận giáp 2, có mặt với mức cao trong hệ thần kinh trung ương, tụy, tinh hoàn và nhau thai. Chu kỳ bán rã của PTH là khoảng 4 phút. Nó có khối lượng phân tử xấp xỉ 9500 Da.